# BD+40°4210
BD+40°4210是位於星座天鵝座的一顆熾熱、明亮的超巨星。它是 天鵝座OB2星協的成員，也是亮藍變星的候選者。

## 特徵
BD+40°4210被銀河系的星際塵埃嚴重星際紅化和消光，並且很少被研究。事實證明，它是天鵝座OB2星協中最亮的恆星之一，絕對星等為−7.66，輻射熱光度是太陽的600,000倍以上。它的光譜類型被歸類為B1III，且其特徵還包括異常淺的線和較寬的發射。儘管光度等級很大，但光度似乎非常高，將其置於或靠近劍魚座S不穩定帶上或附近，該帶被寧靜亮藍變星佔據。它的亮度在大約100天的時間尺度上變化不到0.1星等。
BD+40°4210位於亮藍變星候選者G79.29+0.46的投影4.8 秒差距處，並且可能處於相似的距離，因為兩者都是假設的天鵝座OB2的成員；然而，與後者被一個廣泛的環形雲霧包圍不同，這顆恆星周圍沒有發現星雲。